# Теміс Замбржицькі
Теміс Замбржицькі (порт. Themis Zambrzycki; нар. 20 жовтня 1960) — колишня бразильська тенісистка.
Найвищу одиночну позицію світового рейтингу — 268 місце досягла 4 липня 1988, парну — 147 місце — 9 листопада 1987 року.
Здобула 1 одиночний та 2 парні титули туру ITF.

## Фінали ITF

### Одиночний розряд (1–1)
| Легенда         |
| --------------- |
| турніри $10,000 |

| Результат | Ранг | Дата           | Турнір              | Покриття | Суперниця         | Рахунок       |
| --------- | ---- | -------------- | ------------------- | -------- | ----------------- | ------------- |
| Перемога  | 1.   | 6 березня 1988 | Тель-Авів, Ізраїль  | Тверде   | Ніколетте Ройманс | 2–6, 7–5, 6–1 |
| Поразка   | 2.   | 19 червня 1988 | Мадейра, Португалія | Тверде   | Сіобан Ніколсон   | 6–1, 4–6, 6–8 |

### Парний розряд (2–6)
| Результат | Ранг | Дата             | Турнір                   | Покриття | Партнерка              | Суперниці                            | Рахунок       |
| --------- | ---- | ---------------- | ------------------------ | -------- | ---------------------- | ------------------------------------ | ------------- |
| Поразка   | 1.   | 28 липня 1985    | Колумбус (Огайо), США    | Ґрунт    | Елісон Вінстон         | Карен Дід Стефані Севайдс            | 2–6, 2–6      |
| Поразка   | 2.   | 13 квітня 1986   | Аделаїда, Австралія      | Трава    | Бренда Перрі           | Анна-Марія Фернандес Джулі Річардсон | 2–6, 1–6      |
| Поразка   | 3.   | 16 червня 1986   | Феєтвілл, США            | Тверде   | Діґна Кетелар          | Карін Баккум Манон Боллеграф         | 3–6, 6–7(3)   |
| Поразка   | 4.   | 20 жовтня 1986   | Саґа (Саґа), Японія      | Трава    | Маріанне ван дер Торре | Басукі Яюк Сузанна Вібово            | 2–6, 3–6      |
| Перемога  | 5.   | 29 червня 1987   | Мехіко, Мексика          | Тверде   | Карін Баккум           | Лусіла Бесерра Малука Льямас         | 6–3, 6–4      |
| Поразка   | 6.   | 7 листопада 1988 | Яффа, Ізраїль            | Тверде   | Колетте Селі           | Ілана Бергер Хагіт Охайон            | 3–6, 4–6      |
| Перемога  | 7.   | 12 червня 1989   | Алгарве, Португалія      | Тверде   | Інгелісе Дрігейс       | Робін Філд Мішель Андерсон           | 6–2, 4–6, 6–0 |
| Поразка   | 8.   | 3 червня 1990    | Сан-Луїс-Потосі, Мексика | Тверде   | Лусіла Бесерра         | Джин Лозано Лупіта Новело            | 3–6, 6–4, 1–6 |